# Sam Talakai

a Compétitions nationales et continentales officielles uniquement.

b Matchs officiels uniquement.
Dernière mise à jour le 2 janvier 2025.
Sam Talakai, né le 4 septembre 1991 à Sydney (Australie), est un joueur international australien de rugby à XV jouant au poste de pilier droit aux Glasgow Warriors.
Ses cousins, les frères Mako et Billy Vunipola, sont des joueurs internationaux anglais de rugby à XV.

## Biographie
Sam Talakai pratique le rugby à XIII dans sa jeunesse. Il commence sa carrière au Sydney University FC où il devient rapidement titulaire. En 2013, il rejoint les Waratahs, mais c'est finalement avec les Queensland Reds qu'il fait ses débuts en Super Rugby deux ans plus tard. En parallèle, il joue avec Brisbane City en National Rugby Championship. Il quitte ensuite les Reds pour les Melbourne Rebels qu'il rejoint en 2018.
En 2018, il quitte son pays natal pour rejoindre le club japonais des Suntory Sungoliath. Il y joue jusqu'en 2022 puis fait son retour aux Melbourne Rebels à partir de la saison 2023. En fin d'année 2022, il obtient aussi sa première sélection avec l'Australie contre le pays de Galles.
Au mois de septembre 2023, il participe à un match avec les Barbarians contre l'équipe galloise des Scarlets.
Il commence l'année 2024 avec les Melbourne Rebels en Super Rugby, puis rejoint les Glasgow Warriors avant le début de la saison 2024-2025,.

## Vie privée
Sam Talakai est le cousin des frères Mako et Billy Vunipola, des joueurs internationaux anglais de rugby à XV.